# Manisa (provins)

Karta över Turkiet med Manisa markerat.

Manisa är en provins i den västra delen av Turkiet. Den har totalt 1 260 169 invånare (2000) och en areal på 13 120 km². Provinshuvudstad är Manisa.